# Mistrzostwa Europy w Boksie 1971
Treść tego artykułu od 2017-10 należy opracować w taki sposób, aby nie uwypuklała nadmiernie polskiej specyfiki / aby nie zawężała się tylko do polskich warunków
 Po wyeliminowaniu niedoskonałości należy usunąć szablon {{Dopracować}} z tego artykułu.
XIX Mistrzostwa Europy w Boksie (mężczyzn) odbyły się w dniach 11–19 czerwca 1971 w Madrycie. Walczono w jedenastu kategoriach wagowych. Startowało 194 uczestników z 27 państw, w tym jedenastu reprezentantów Polski.

## Medaliści

### Waga papierowa
| Złoto             | Srebro              | Brąz                                         |
| ----------------- | ------------------- | -------------------------------------------- |
| György Gedó Węgry | Aurel Mihai Rumunia | Roman Rożek Polska · José Escudero Hiszpania |

### Waga musza
| Złoto                              | Srebro                  | Brąz                                                   |
| ---------------------------------- | ----------------------- | ------------------------------------------------------ |
| Juan Francisco Rodríguez Hiszpania | Leszek Błażyński Polska | Neil McLaughlin Irlandia · Constantin Gruiescu Rumunia |

### Waga kogucia
| Złoto              | Srebro                   | Brąz                                             |
| ------------------ | ------------------------ | ------------------------------------------------ |
| Tibor Badari Węgry | Aleksandr Mielnikow ZSRR | Aurel Dumitrescu Rumunia · Mick Dowling Irlandia |

### Waga piórkowa
| Złoto                  | Srebro             | Brąz                                                |
| ---------------------- | ------------------ | --------------------------------------------------- |
| Ryszard Tomczyk Polska | András Botos Węgry | Gabriel Pometcu Rumunia · Brendan McCarthy Irlandia |

### Waga lekka
| Złoto                  | Srebro                 | Brąz                                      |
| ---------------------- | ---------------------- | ----------------------------------------- |
| Jan Szczepański Polska | Antoniu Vasile Rumunia | László Orbán Węgry · Nikołaj Chromow ZSRR |

### Waga lekkopółśrednia
| Złoto            | Srebro                  | Brąz                                         |
| ---------------- | ----------------------- | -------------------------------------------- |
| Ulrich Beyer NRD | Calistrat Cuțov Rumunia | Michael Kingwell Anglia · Erik Sivebæk Dania |

### Waga półśrednia
| Złoto             | Srebro            | Brąz                                           |
| ----------------- | ----------------- | ---------------------------------------------- |
| János Kajdi Węgry | Manfred Wolke NRD | Celal Sandal Turcja · Damiano Lassandro Włochy |

### Waga lekkośrednia
| Złoto                  | Srebro                    | Brąz                                          |
| ---------------------- | ------------------------- | --------------------------------------------- |
| Walerij Triegubow ZSRR | Svetomir Belić Jugosławia | Wiesław Rudkowski Polska · Ion Győrfi Rumunia |

### Waga średnia
| Złoto                   | Srebro              | Brąz                                                |
| ----------------------- | ------------------- | --------------------------------------------------- |
| Juozas Juocevičius ZSRR | Alec Năstac Rumunia | Hans-Joachim Brauske NRD · Reima Virtanen Finlandia |

### Waga półciężka
| Złoto                  | Srebro             | Brąz                                    |
| ---------------------- | ------------------ | --------------------------------------- |
| Mate Parlov Jugosławia | Ottomar Sachse NRD | Ralf Jensen Dania · Horst Stump Rumunia |

### Waga ciężka
| Złoto                    | Srebro            | Brąz                                        |
| ------------------------ | ----------------- | ------------------------------------------- |
| Władimir Czernyszow ZSRR | Peter Hussing RFN | Ludwik Denderys Polska · Les Stevens Anglia |

## Występy Polaków
- Roman Rożek (waga papierowa) wygrał w ćwierćfinale z Mickeyem Abramsem (Anglia), a w półfinale przegrał z Györgym Gedó (Węgry) zdobywając brązowy medal
- Leszek Błażyński (waga musza) wygrał w eliminacjach z Zlatko Milosavljeviciem (Jugosławia), w ćwierćfinale z Wiktorem Zaporożcem (ZSRR), w półfinale z Constantinem Gruiescu (Rumunia), a w finale przegrał z Juanem Francisco Rodríguezem (Hiszpania) zdobywając srebrny medal
- Roman Gotfryd (waga kogucia) wygrał w eliminacjach z Charlesem Parvinem (Szkocja), a w ćwierćfinale przegrał z Aurelem Dumitrescu (Rumunia)
- Ryszard Tomczyk (waga piórkowa) wygrał w eliminacjach z Christosem Kakourisem (Grecja), w ćwierćfinale z Walerianem Sokołowem (ZSRR), w półfinale z Gabrielem Pometcu (Rumunia) i w finale z Andrásem Botosem (Węgry) zdobywając złoty medal
- Jan Szczepański (waga lekka) wygrał w eliminacjach z Hansem Schellenbaumem (Szwajcaria) i Giambattistą Caprettim (Włochy), w ćwierćfinale z Seyfim Tatarem (Turcja), w półfinale z Nikołajem Chromowem (ZSRR) i w finale z Antoniu Vasile (Rumunia) zdobywając złoty medal
- Bogdan Jakubowski (waga lekkopółśrednia) wygrał w eliminacjach z Claésem-Göranem Svenssonem (Szwecja), a w ćwierćfinale przegrał z Ulrichem Beyerem (NRD)
- Ryszard Petek (waga półśrednia) pokonał w eliminacjach Johna Barrowmana (Szkocja) i przegrał z Manfredem Wolke (NRD)
- Wiesław Rudkowski (waga lekkośrednia) wygrał w eliminacjach z Franzem Csandlem (Austria) i z Miliko Saarinenem (Finlandia, w ćwierćfinale z Hakim Sozenem (Turcja), a w półfinale przegrał z Svetomirem Beliciem (Jugosławia) zdobywając brązowy medal
- Witold Stachurski (waga średnia) wygrał w eliminacjach z Gervinem Jonesem (Walia), a w ćwierćfinale przegrał z Juozasem Juocevičiusem (ZSRR)
- Janusz Gortat (waga półciężka) wygrał w eliminacjach z Uwe Larochem (RFN) i z Imre Tóthem (Węgry), a w ćwierćfinale przegrał z Mate Parlovem (Jugosławia)
- Ludwik Denderys (waga ciężka) wygrał w eliminacjach z Nenadem Matejiciem (Jugosławia), w ćwierćfinale z Lajosem Juhászem (Węgry), a w półfinale przegrał z Peterem Hussingiem (RFN) zdobywając brązowy medal